# Richard Schiff

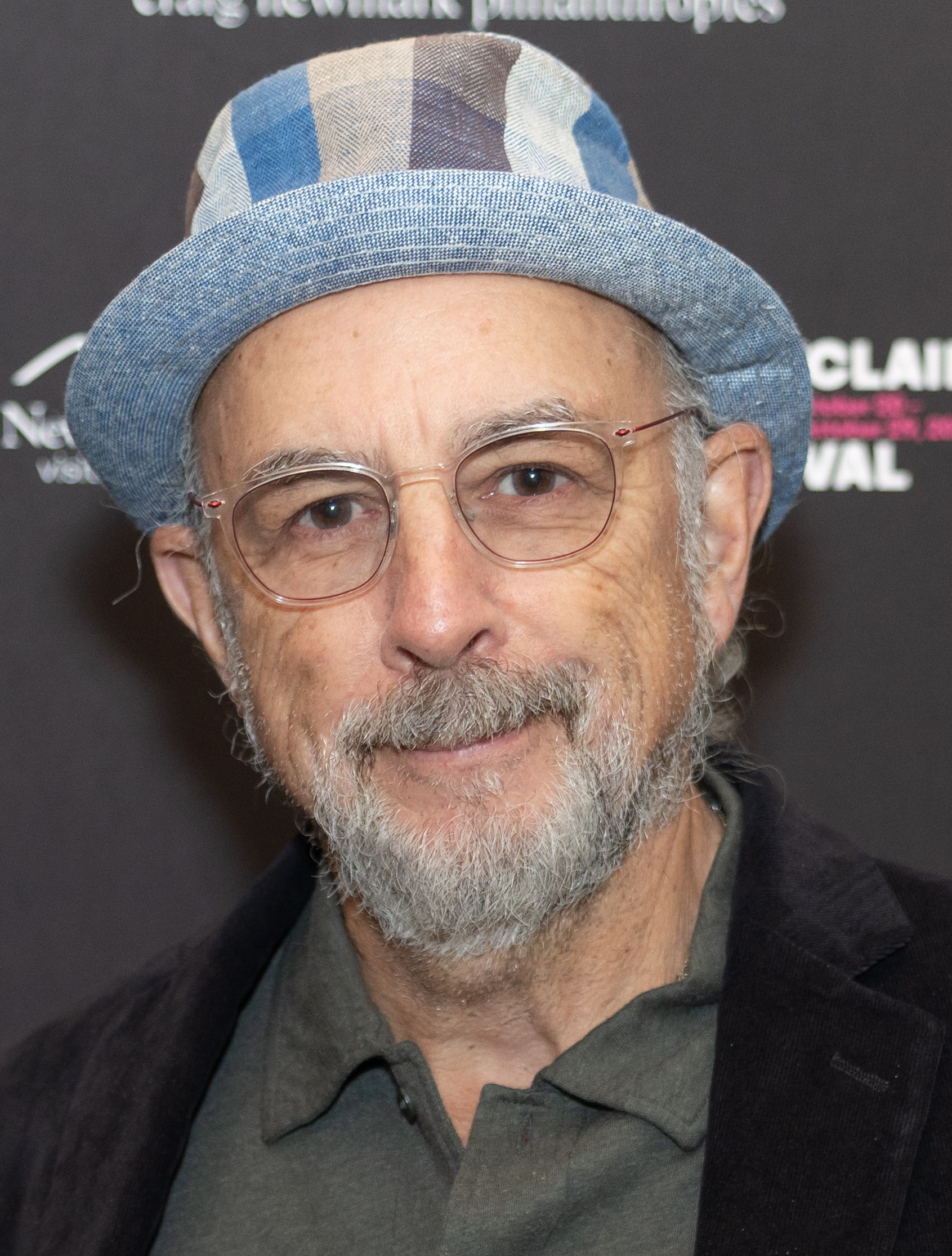
Richard Schiff (2023)

Richard Schiff (* 27. Mai 1955 in Bethesda, Maryland) ist ein US-amerikanischer Schauspieler. Bekannt machte ihn die Rolle des Toby Ziegler in der Dramaserie The West Wing – Im Zentrum der Macht, für die er 2000 mit dem Fernsehpreis Emmy ausgezeichnet wurde. Seit 2017 ist er in einer der Hauptrollen der Arztserie The Good Doctor zu sehen.

## Leben
Schiff ist der mittlere von drei Söhnen; seine Eltern ließen sich scheiden, als er zwölf Jahre alt war. Ab 1975 studierte Schiff am City College of New York Schauspiel. Anschließend begann er eine Karriere als Regisseur, inszenierte Aufführungen am Broadway, darunter 1983 auch eine Produktion mit Angela Bassett, die damals gerade ihren Abschluss erworben hatte. Zu dieser Zeit traf er seine spätere Ehefrau Sheila Kelley, die er 1996 heiratete.
Erst später, Mitte der 1980er Jahre, überwand Schiff seine Ängste, wie er selbst sagt, und versuchte sich in der Schauspielerei. Er verkörperte Rollen in mehreren Fernsehproduktionen, wodurch schließlich Steven Spielberg auf ihn aufmerksam wurde und ihn für seinen Film Vergessene Welt: Jurassic Park besetzte. Von da an ging es mit seiner Karriere stetig bergauf: Er erhielt Gastrollen in verschiedenen Fernsehserien, so in Ally McBeal, Picket Fences – Tatort Gartenzaun, New York Cops – NYPD Blue, Emergency Room – Die Notaufnahme, Chicago Hope – Endstation Hoffnung, Practice – Die Anwälte und in Roswell. Von 1999 bis 2006 spielte er die Hauptrolle des Kommunikationsdirektors Toby Ziegler in dem erfolgreichen und von Kritikern gelobten Politdrama The West Wing – Im Zentrum der Macht rund um die Geschehnisse im Weißen Haus.

## Filmografie (Auswahl)
- 1992: Stop! Oder meine Mami schießt! (Stop! Or My Mom Will Shoot)
- 1992: Der Reporter (The Public Eye)
- 1992: Bodyguard
- 1994: Speed
- 1995: Sieben (Se7ven)
- 1995: Wilder Zauber (Rough Magic)
- 1996: City Hall
- 1996: The Arrival – Die Ankunft (The Arrival)
- 1997: Vergessene Welt: Jurassic Park (The Lost World: Jurassic Park)
- 1997: Volcano
- 1998: Deep Impact
- 1998: Practice – Die Anwälte (The Practice, Fernsehserie)
- 1998: Dr. Dolittle
- 1998: Wachgeküßt (Living Out Loud)
- 1999: Becker (Fernsehserie, Episode 1x19)
- 1999–2006: The West Wing – Im Zentrum der Macht (The West Wing, Fernsehserie)
- 2000: Lucky Numbers
- 2001: Ich bin Sam (I Am Sam)
- 2001: Schlimmer geht’s immer! (What’s the Worst That Could Happen?)
- 2002: Im inneren Kreis (People I Know)
- 2004: Ray
- 2007: Burn Notice (Fernsehserie)
- 2008: Eli Stone (Fernsehserie)
- 2008: Monk (Fernsehserie, Episode 7×8)
- 2008: Terminator: The Sarah Connor Chronicles (Fernsehserie)
- 2008: Liebe auf den zweiten Blick (Last Chance Harvey)
- 2009: Zuhause ist der Zauber los (Imagine That)
- 2009: Solitary Man
- 2010: We Want Sex (Made in Dagenham)
- 2011: The Cape (Fernsehserie, 3 Folgen)
- 2011: Alles koscher! (The Infidel)
- 2011: Criminal Minds: Team Red (Criminal Minds: Suspect Behavior, Fernsehserie, 4 Folgen)
- 2011: Johnny English – Jetzt erst recht! (Johnny English Reborn)
- 2011: White Collar (Fernsehserie, 1 Folge)
- 2012: Once Upon a Time – Es war einmal … (Once Upon a Time, Fernsehserie, 2 Folgen)
- 2012: Knife Fight – Die Gier nach Macht (Knife Fight)
- 2012: Navy CIS (NCIS, Fernsehserie, 3 Folgen)
- 2012: Fire with Fire – Rache folgt eigenen Regeln (Fire with Fire)
- 2012, 2016: House of Lies (Fernsehserie, 9 Folgen)
- 2013: Man of Steel
- 2014: Kill the Messenger
- 2014: Bones – Die Knochenjägerin (Bones, Fernsehserie, Staffel 9, Folge 11)
- 2014: Murder in the First (Fernsehserie, 9 Folgen)
- 2014–2015: Manhattan (Fernsehserie, 9 Folgen)
- 2015: Entourage
- 2015–2019: Ballers (Fernsehserie, 26 Folgen)
- 2015: The Affair (Fernsehserie, 11 Folgen)
- 2015–2017: Rogue (Fernsehserie, 20 Folgen)
- 2015–2019: Ballers (Fernsehserie, 21 Folgen)
- 2016: American Fable
- 2016: Dirk Gentlys holistische Detektei (Dirk Gently’s Holistic Detective Agency, Fernsehserie, 5 Folgen)
- 2017: Chicago Justice (Fernsehserie, Folge 1x13)
- 2017: When We Rise (Fernsehserie, 2 Folgen)
- 2017: Shock and Awe – Krieg der Lügen (Shock and Awe)
- 2017: Geostorm
- 2017–2024: The Good Doctor (Fernsehserie)
- 2018–2019: Counterpart (Fernsehserie, 7 Folgen)
- 2018: Alien Code
- 2019: Clemency
- 2019: Safe Spaces
- 2022: Super Pumped (Fernsehserie, 2 Folgen)
- 2022: Black Panther: Wakanda Forever